# Diocèse de Lurín
Le diocèse de Lurín (en latin : Dioecesis Lurinensis ; en espagnol : Diócesis de Lurín) est un diocèse de l'Église catholique du Pérou suffragant de l'archidiocèse de Lima. 

## Territoire
il comprend des districts de la partie méridionale de la province de Lima : Lurín, Pachacamac, Punta Hermosa, Punta Negra, Pucusana, San Bartolo, San Juan de Miraflores, Santa María del Mar, Villa el Salvador, Villa María del Triunfo. L'autre portion de cette province est gérée par l'archidiocèse de Lima et les diocèses de Chosica et Carabayllo.
Il possède un territoire d'une superficie de 808 km divisé en 51 paroisses. Le siège épiscopal est dans la ville de Lurín où se trouve à la cathédrale Saint-Pierre-Apôtre.

## Histoire
Le diocèse est érigé le 14 décembre 1996 par la constitution apostolique Quo fructuosius du pape Jean-Paul II, recevant son territoire de l'archidiocèse de Lima.
Le séminaire diocésain est inauguré le 28 février 1998 et placé sous le vocable de saint Jean Bosco.

## Évêques
- José Ramón Gurruchaga Ezama, S.D.B (14 décembre 1996 - 17 juin 2006)
- Carlos García Camader, depuis le 17 juin 2006